# Thomas Patrick Melady

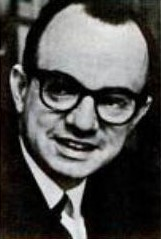
Thomas Patrick Melady (1972)

Thomas Patrick Melady (* 4. März 1927 in Norwich, Connecticut; † 6. Januar 2014 in Washington, D.C.) war ein US-amerikanischer Diplomat.

## Leben
Thomas Melady diente von 1945 bis 1947 bei der US Army. 1950 schloss er ein Studiumg an der Duquesne University mit einem Bachelor of Arts und 1955 ein Studium an der St. John’s University mit einem M.A. und einem Ph.D. ab. Von 1959 bis 1967 war Melady außerordentlicher Professor an der St. John’s University und Präsident des Afrika-Service-Instituts in New York. Von 1966 bis 1969 war er außerordentlicher Professor an der Fordham University. Melady beriet die National Urban League in New York und war Präsident der Seton Hall University.
US-Präsident Richard Nixon ernannte ihn 1969 zum Botschafter der USA in Burundi. 1970 war er Seniorberater der US-Delegation bei der Generalversammlung der Vereinten Nationen. Von 1972 bis 1973 war er Botschafter der USA in Uganda. US-Präsident Ronald Reagan ernannte Melady am 5. März 1986 zum Koordinator für die Privatwirtschaft bei der USAID. Präsident George H. W. Bush ernannte ihn 1989 zum Botschafter der Vereinigten Staaten beim Heiligen Stuhl.
1994 war er Distinguished Visiting Professor an der George Washington University in Washington, D.C. Von 1976 bis 1986 war er Präsident der Sacred Heart University in Fairfield vor. Ab 2002 war Melady beim Beraterunternehmen The Institute of World Politics in Washington beschäftigt.
Thomas Melady war Obedienzritter (GCMOb) des Malteserordens. 2012 war er Vertreter der römischen Kurie für die Verhandlungen in Abrüstungsfragen beim Büro der Vereinten Nationen für Abrüstungsfragen (UNODA) und Vertrag über den Waffenhandel (ATT). Er war Berater von Papst Johannes Paul II. beim Zusammenbruch der Sowjetunion.
Er war stellvertretender Statthalter des Konstantinordens in den USA. Er engagierte sich im nationalen Aufsichtsgremium des National Conference of Christians and Jews (National Conference for Community and Justice) sowie der International League for Human Rights.
Melady hat 17 Bücher und mehr als 180 Artikel veröffentlicht zu Themengebieten Afrika/Asien und Europa.
Er war seit 1962 verheiratet mit Dr. Margaret Badum Melady, ehem. Präsidentin der Amerikanischen Universität Rom; aus der Ehe stammen zwei Töchter.

## Ehrungen
- Komtur des Päpstlichen Gregoriusorden (1983)[6]
- Großkreuz des Päpstlichen Piusordens durch Papst Johannes Paul II. (1991)[7]
- Großkreuz des Malteserordens (2007)
- Nationale Auszeichnungen und Ehrungen aus Senegal, Liberia, Kamerun, Madagaskar und Kroatien
- 30 Ehrendoktorwürden

## Schriften
- Western Policy and the Third World
- Uganda: The Asian Exiles
- The United States and the Vatican in World Affairs
- Bosnia and Herzegovina: The Future? Part II.[8]
- Profiles of African Leaders, Idi Amin Dada: Hitler in Africa
- The Ambassador’s Story
- Ten African Heroes